# ارنی برتون
ارنی برتون (انگلیسی: Ernie Burton; ۲ سپتامبر ۱۹۲۱ – ژوئیه ۱۹۹۹ (aged 77)) بازیکن فوتبال اهل بریتانیا بود.
از باشگاه‌هایی که در آن بازی کرده‌است می‌توان به باشگاه فوتبال شفیلد ونزدی و باشگاه فوتبال یورک سیتی اشاره کرد.